# Gouvernement Sarandji II
VIe République
Sarandji I Gouvernement Ngrebada
Le gouvernement Sarandji II est le gouvernement de la République centrafricaine du 12 septembre 2017 au 22 février 2019. Il s’agit du second gouvernement nommé par la président de la République Faustin-Archange Touadéra. 
À la suite de l'accord politique pour la paix et la réconciliation en République centrafricaine signé le 2 février 2019, le premier ministre remet sa démission le 22 février 2019, Firmin Ngrebada est nommé trois jours plus tard premier ministre chargé de former un nouveau gouvernement avec les différentes composantes des groupes armés.

## Composition
Le gouvernement Sarandji II est composé du Premier ministre, de 33 ministres et d'un ministre délégué.

### Premier ministre
- Premier ministre : Mathieu-Simplice Sarandji

### Ministres
1. Ministre de l’économie, du plan et de la Coopération: Félix Moloua
2. Ministre des Finances et du Budget: Henri Marie Dondra
3. Ministre des Affaires étrangères et des Centrafricains de l’étranger : Charles-Armel Doubane, puis Sylvie Baïpo-Temon à partir du 14 décembre 2018
4. Ministre de la Défense Nationale et de la Reconstruction de l’Armée : Marie-Noëlle Koyara
5. Ministre de la Justice, des Droits de l’Homme, Garde des Sceaux : Flavien Mbata
6. Ministre du Développement de l’Energie et des Ressources Hydrauliques : Gontran Djono Ahaba
7. Ministre de l’Administration du Territoire, de la Décentralisation et du Développement Local : Jean-Serge Bokassa
8. Ministre des Mines et de la Géologie : Léopold Mboli Fatrane
9. Ministre des Transports et de l’Aviation Civile : Théodore Jousso
10. Ministre de l’Action Humanitaire et de la Réconciliation Nationale: Virginie Mbaïkoua
11. Ministre des Eaux, Forêts, Chasse et Pêche : Lambert Moukove-Lissane
12. Ministre de la Communication et des Médias : Ange Maxime Kazagui
13. Ministre de I ‘Intérieur chargé de la Sécurité Publique : Henri Wanzet Linguissara (Général de Brigade)
14. Ministre de I’Agriculture et du Développement Rural : Honoré Feizoure
15. Ministre de I’Elevage et de la Santé Animale : Yérima Youssoufa Mandjo
16. Ministre du Commerce et de l’Industrie: Côme Assane
17. Ministre des Postes et Télécommunication: Justin Gourna-Zacko
18. Ministre de I’Enseignement Primaire, Secondaire, Technique et de I’Alphabétisation : Moukadas Noure
19. Ministre de l’Urbanisme, de la Ville et de I’Habitat : Gaby Francky Leffa
20. Ministre du Travail, de I’Emploi et de la Protection Sociale : Jean-Christophe Nguinza
21. Ministre des Petites et Moyennes Entreprises, de I’Artisanat et du Secteur informel : Bertrand Touaboy
22. Ministre de la Promotion de la Jeunesse et des Sports : Silvère Simplice Ngarso
23. Ministre de la Promotion de la Femme, de la Famille et de la Protection de l’Enfant: Aline Gisèle Pana
24. Ministre de l’Enseignement Supérieur : Jean-Jacques Sanze
25. Ministre de la Santé et de la Population : Pierre Somse
26. Ministre des Travaux Publics et de I’Entretien Routier : Ahamed Senoussi
27. Ministre de la Recherche Scientifique et de I’ innovation Technologique : Ginette Amara
28. Ministre de la Fonction Publique : Jean-Louis Opalegna
29. Ministre de la Modernisation de l’Administration et de l’innovation du Service Public : Nabia Haroune
30. Ministre de l’Environnement et du Développement Durable : Thierry Kamach
31. Ministre chargé du Secrétariat Général du Gouvernement : Jean-Alexandre Dedet
32. Ministre des Arts, de la Culture et du Tourisme : Jacob Mokpem Bionli
33. Ministre chargé des Relations avec les Institutions de la République : Eugénie Lucienne Ngbondo
34. Ministre Délégué auprès du Ministre des Affaires Etrangères et des Centrafricains de l’Etranger, chargé de la Francophonie et du Protocole d’Etat: Chancel Sekode Ndeugbayi.